# Gastrodia africana
Gastrodia africana är en orkidéart som beskrevs av Friedrich Fritz Wilhelm Ludwig Kraenzlin. Gastrodia africana ingår i släktet Gastrodia och familjen orkidéer. IUCN kategoriserar arten globalt som akut hotad. Inga underarter finns listade i Catalogue of Life.